# قزل أباد (تشاراويماق)
قزل أباد (بالفارسية: قزل‌آباد) هي منطقة سكنية تقع في قسم تشاراويماق المركزي في إيران. يقدر عدد سكانها بـ 266 نسمة .